# 佐々木実 (ノンフィクション作家)
佐々木 実（ささき みのる、1966年 - ）は、日本のジャーナリスト、ノンフィクション作家。

## 人物・来歴
大阪府生まれ。1991年大阪大学経済学部卒業、日本経済新聞社入社。東京本社経済部、名古屋支社に勤務。1995年に退社し、フリーとなる。2014年『市場と権力』で大宅壮一ノンフィクション賞受賞。2019年『資本主義と闘った男』で城山三郎賞、石橋湛山記念早稲田ジャーナリズム大賞受賞。

## 著書
- 『市場と権力  「改革」に憑かれた経済学者の肖像』講談社, 2013.4
  - 『竹中平蔵 市場と権力 「改革」に憑かれた経済学者の肖像』講談社文庫, 2020.9
- 『資本主義と闘った男 宇沢弘文と経済学の世界』講談社, 2019.3
- 『宇沢弘文 新たなる資本主義の道を求めて』講談社現代新書, 2022.10